# 김미혜 (레이싱 모델)
김미혜(1985년 11월 23일 ~ )는 대한민국의 레이싱 모델이다. 서울특별시에서 태어났으며, 2007년 서울모터쇼에 레이싱 모델로 데뷔하였다.

## 경력
- 2007년 서울모터쇼 레이싱 모델
- 2008년 지스타 모델
- 2008년 타임트라이얼 2전 레이싱 모델
- 2009년 서울오토살롱 레이싱 모델
- 2009년 코리아 튜닝카쇼 레이싱 모델
- 2009년 경주 밀레니엄 모터쇼 레이싱 모델
- 2009년 모토스타 앤 쉘 미니모토 컵 챔피언십 2전 레이싱 모델
- 2009년 광주 F1 앤 월드 슈퍼카쇼 레이싱 모델
- 2009년 서울모터쇼 레이싱 모델
- 2011년 티빙슈퍼레이스 챔피언십 시리즈 레이싱 모델
- 2011년 지스타 한게임 모델

## 수상
- 2014년 아시아모델시상식 올해의 레이싱모델 인기상